# 威廉·康崔拉斯
威廉·海蘇斯·康崔拉斯（西班牙語：William Jesus Contreras，1997年12月24日—），為美國職棒大聯盟的捕手，目前效力於亞特蘭大勇士。他在2020年登上大聯盟。

## 職業生涯

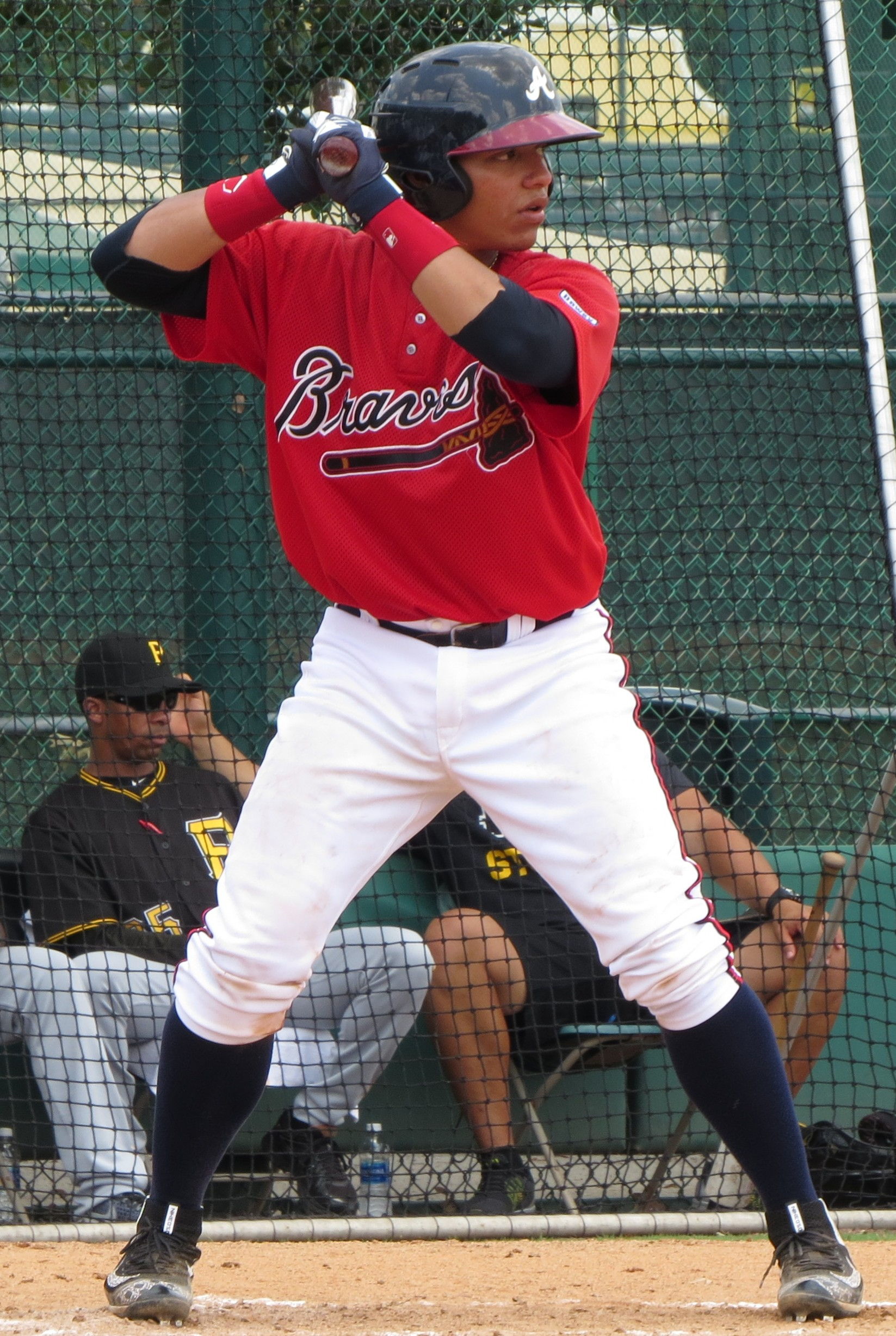
2016年的康崔拉斯

2015年2月，康崔拉斯以國際自由球員身分與勇士簽約。他在多明尼加夏季聯盟的打擊率為3成14，並打回32分打點。隔年他在GCL聯盟的打擊率為2成64，並敲出1轟與8分打點。
2017年，他在新人聯盟繳出2成90的打擊率，並敲出4轟與25分打點。隔年他在1A及高階1A的打擊率為2成85，並敲出11轟與49分打點。2019年季中，康崔拉斯升上2A。整季他的打擊率為2成55，並敲出6轟與39分打點。
2019年球季結束後，勇士將康崔拉斯加進40人名單。2020年，他受邀參加大聯盟春訓。後來這年因為COVID-19疫情導致例行賽延後舉辦，康崔拉斯也在7月24日完成大聯盟初登場。他在25日敲出大聯盟首安與首分打點，整季他10個打數敲出4支安打。
2021年5月5日，康崔拉斯敲出大聯盟首轟。這年他在大聯盟的打擊率為2成15，並敲出8轟與23分打點。勇士這年以外卡席次進入季後賽，並一路過關斬將拿下世界大賽冠軍。
2022年，球隊將康崔拉斯定為替補捕手。球隊也時常將他下放3A磨練，希望他日後可以成為球隊的主力捕手。

## 個人生活
康崔拉斯在家中排行老二，他的哥哥威爾遜·康崔拉斯也是一名大聯盟捕手，目前效力於聖路易紅雀。

## 外部連結
- 球員資訊和成績在MLB ，ESPN ，Baseball Reference ，Baseball Reference (Minors) ，Fangraphs （英文）